# Manuel Portela Valladares
Manuel Portela Valladares (Pontevedra, 31 de gener de 1867 - Bandòu, 29 d'abril de 1952) va ser un polític espanyol d'ideologia liberal centrista Va ser ministre durant el regnat d'Alfons XIII i va arribar a ser president del govern durant la Segona República Espanyola.

## Vida
Fill de Juan Portela Dios i Teresa Valladares Rial, va quedar orfe de pare amb només deu anys. Fou acollit per la seva tia, Juana Portela Dios, dona de l'impressor José Villas. Aquest matrimoni gaudia d'una situació econòmica acomodada, cosa que li va permetre estudiar en el col·legi de jesuïtes de Camposancos en A Guarda, per a posteriorment seguir la carrera de Dret en la Universitat de Santiago de Compostel·la on es va graduar en 1889. Fins a 1899 va residir a Pontevedra, on va treballar com redactor del Diari de Pontevedra, va exercir de jutge municipal i va ser degà del Col·legi d'Advocats. En 1898, amb només 31 anys, va aconseguir plaça com a registrador de la propietat a Madrid. Instal·lat a Madrid, va entrar en el món de la política de la mà d'Eugenio Montero Ríos sent elegit diputat a Corts el 1905. El 1910 ho va anar de nou pel districte d'A Fonsagrada (província de Lugo). El 1909 va ser fundador, juntament amb altres intel·lectuals i polítics, de la Lliga Agrària d'Acció Gallega que lideraria Basilio Álvarez, a qui li va unir una gran amistat. Home de confiança de José Canalejas y Méndez, va ser nomenat el 1910 Governador Civil de Barcelona i dos anys més tard fiscal del Tribunal Suprem. Com a governador de Barcelona, va ser acusat de negligència en l'enfrontament entre carlins i lerrouxistes de Sant Feliu de Llobregat l'any 1911, on van morir cinc persones.
El 1923 va exercir com a ministre de Foment de l'últim gabinet liberal de Manuel García Prieto anterior a la dictadura de Miguel Primo de Rivera. El 1924 va fundar a Vigo El Pueblo Gallego, periòdic democràtic que va obrir les portes a intel·lectuals republicans i galleguistes i va fer campanya a favor d'una regeneració de la vida política espanyola.
El 1930, Portela Valladares va ser un dels signants del Pacte de Barrantes, en el qual van participar els més destacats líders republicans i nacionalistes del moment a Galícia, entre ells Alfonso Daniel Rodríguez Castelao, amb qui compartia la necessitat d'autonomia per a Galícia i la qui l'uniria una mútua relació d'amistat i confiança. El 1931 va casar-se amb l'aristòcrata catalana Clotilde Puig i Mir, que li va donar el títol de comte de Brías i li va proporcionar una important fortuna. Durant la República fou des de 1931 a 1933 parlamentari per Lugo i el 1936 va sortir escollit per la província de Pontevedra. El 1935, sota el govern dretà d'Alejandro Lerroux, va ser governador general de Catalunya (març-abril 1935) i ministre de la Governació dos cops. A la fi d'any, el president de la República Alcalá Zamora li va encomanar la presidència del Govern. El govern centrista que va presidir funcionà fins a la presa de possessió al febrer de 1936 del govern resultant de les eleccions generals. A pesar de les pressions colpistes dels grups dretans, va reconèixer la victòria del Front Popular i va lliurar el poder als vencedors legítims el 19 de febrer. Després d'esclatar aquest mateix any la Guerra Civil, Portela Valladares va romandre lleial a la República, fidel a la seva ideologia liberal i reformista.
Des de Barcelona, on el va sorprendre la revolta del 18 de juliol, es retiraria a Niça, per a posteriorment retornar a Espanya i oferir els seus serveis al govern republicà de Juan Negrín. Va participar en les Corts de València reunides a l'octubre de 1937 i en les de Sant Cugat del Vallès, el setembre de 1938. Finalitzada la guerra el 1939, es va veure obligat a sortir novament cap a França, on va ser capturat per la Gestapo. Encara que el règim franquista instal·lat a Espanya va sol·licitar la seva extradició, aquesta no va ser concedida. Va morir en l'exili a Bandòu, prop de Marsella, el 1952.

## Obra
- Ante el estatuto. Unificación y diversificación de las nacionalidades. Edició del resum de la conferència de 1932 per Manoel Carrete a Vento do Leste. Barcelona: Federación de Entidades Culturales Gallegas de Catalunya.
- Dietario (1936-1950). Edició de Jose Antonio Durán (1988): Dietario de dos guerras (1936-1950): notas, polémicas y correspondencia de un centrista español. Sada, La Coruña: Edicións do Castro.
- Memorias (1952). Edició de Jose Antonio Durán (1988): Memorias dentro del drama español. Madrid: Alianza Editorial.
- A Nosa Terra e Nós. Escritos en galego. Edición de Xosé Enrique Acuña (1992). Pontevedra: Casal.